# Condado de Rockingham (Virginia)
El condado de Rockingham es un condado situado en el estado de Virginia, en Estados Unidos. De acuerdo con el censo de 2000, su población era de 67.725 habitantes. La sede del condado es Harrisonburg. El condado de Rockingham se incluye a efectos estadísticos en el área metropolitana de Harrisonburg, Virginia, y es la sede de la Rockingham County Baseball League, fundada en 1924.
El condado de Rockingham se creó en 1778, como una escisión del condado de Augusta. Su nombre proviene del Marqués de Rockingham, un estadista británico.
Comprende siete municipios dotados de autogobierno y una treintena que carecen de él. Por su parte, Harrisonburg, como ciudad independiente, no pertenece al condado, pese a tener el estatus de sede del mismo. Los siete municipios con autogobierno son Bridgewater, Broadway, Dayton, Elkton, Grottoes, Mount Crawford y Timberville.

## Demografía
Según la Oficina del Censo en 2000, los ingresos medios por hogar en el condado eran de $40,748, y los ingresos medios por familia eran $46,262. Los hombres tenían unos ingresos medios de $30,618 frente a los $21,896 para las mujeres. La renta per cápita para el condado era de $18,795. Alrededor del 8.20% de la población estaban por debajo del umbral de pobreza.

## Localidades
- Bridgewater
- Broadway
- Dayton
- Elkton
- Grottoes
- Mount Crawford
- Timberville
- Harrisonburg

### Comunidades no incorporadas
| - Bergton - Berrytown - Briery Branch - Clover Hill - Cootes Store - Criders - Cross Keys - Dale Enterprise - Edom - Fulks Run - Hinton | - Inglewood - Keezletown - Lacey Spring - Linville - Lilly - Massanutten - Mauzy - Mayland - McGaheysville - Montezuma - Mount Clinton | - Penn Laird - Pleasant Valley - Port Republic - Rawley Springs - Singers Glen - Stemphleytown - Tenth Legion - Turleytown - Yankeetown |